# Ontherus planus
Ontherus planus är en skalbaggsart som beskrevs av François Génier 1996. Ontherus planus ingår i släktet Ontherus och familjen bladhorningar. Inga underarter finns listade i Catalogue of Life.